# クリス・レムシュ
クリス・レムシュ（Kris Lemche、1978年1月1日 - ）は、カナダの俳優。

## 出演作品
- ミステリー・グースバンプス（スティックス）（第21話『禁じられたまじない』）
- ティーン・ナイト（ピーター）
- イグジステンズ  (ノエル)
- フランケンシュタイン・リポート (ジョナサン)
- ＣＳＩ：ニューヨーク９　ザ・ファイナル
- ＣＳＩ：１１　科学捜査班
- ＮＣＩＳ：ＬＡ　～極秘潜入捜査班 シーズン1
- ２４　TWENTY FOUR　リデンプション（クリス）
- ゴースト　～天国からのささやき シーズン3
- サイク/名探偵はサイキック? シーズン1
- ファイナル・デッドコースター（イアン）
- クリミナル・マインド　ＦＢＩ行動分析課(エディ)
- 処刑・ドット・コム (レックス)
- ジンジャー　スナップス (サム)
- 幸運という名の町（ショーン）
- ニキータ シーズン4
- ニキータ シーズン3
- ニキータ シーズン2